# Kostel Zvěstování Panny Marie (Šternberk)
Kostel Zvěstování Panny Marie ve Šternberku je barokní stavbou z 18. století, který byl zapsán na seznam kulturních památek.

## Historie kostela
Kostel byl vybudován na místě starého románského kostelíka sv. Jiří. V roce 1371 na jeho místě Petr ze Šternberka postavil gotický kostel. V tomtéž roce Albrecht ze Šternberka k němu přivedl augustiniány-kanovníky. V roce 1430 byl kostel poškozen během husitských válek. Pak kostel dvakrát vyhořel. V roce 1775 byl zbořen. Augustiniáni kostel radikálně přestavěli do klasicistní podoby v letech 1775–1783; architektem byl brněnský František Antonín Grimm.
V roce 1784 vydal Josef II. dekret a přilehlý klášter zrušil. Kostel se tak stal farním kostelem a získalo jej Arcibiskupství olomoucké.
V roce 1792 byl dokončen hlavní oltář. 7. května 1792 vysvětil kostel Antonín Theodor Colloredo-Waldsee. Jiný zdroj uvádí, že vysvěcen byl proboštem Ondřejem Tempesem 17. listopadu 1783.
V roce 1798 farář kostela Josef Babor pověřil sochaře Ondřeje Schweigla vybudováním hlavního oltáře.
V noci ze 31. července na 1. srpna 1927 kostel vyhořel. Požár poškodil freskovou výzdobu a shořely nové varhany.
Majitelem kostela je (v roce 2019) Římskokatolická farnost Šternberk.

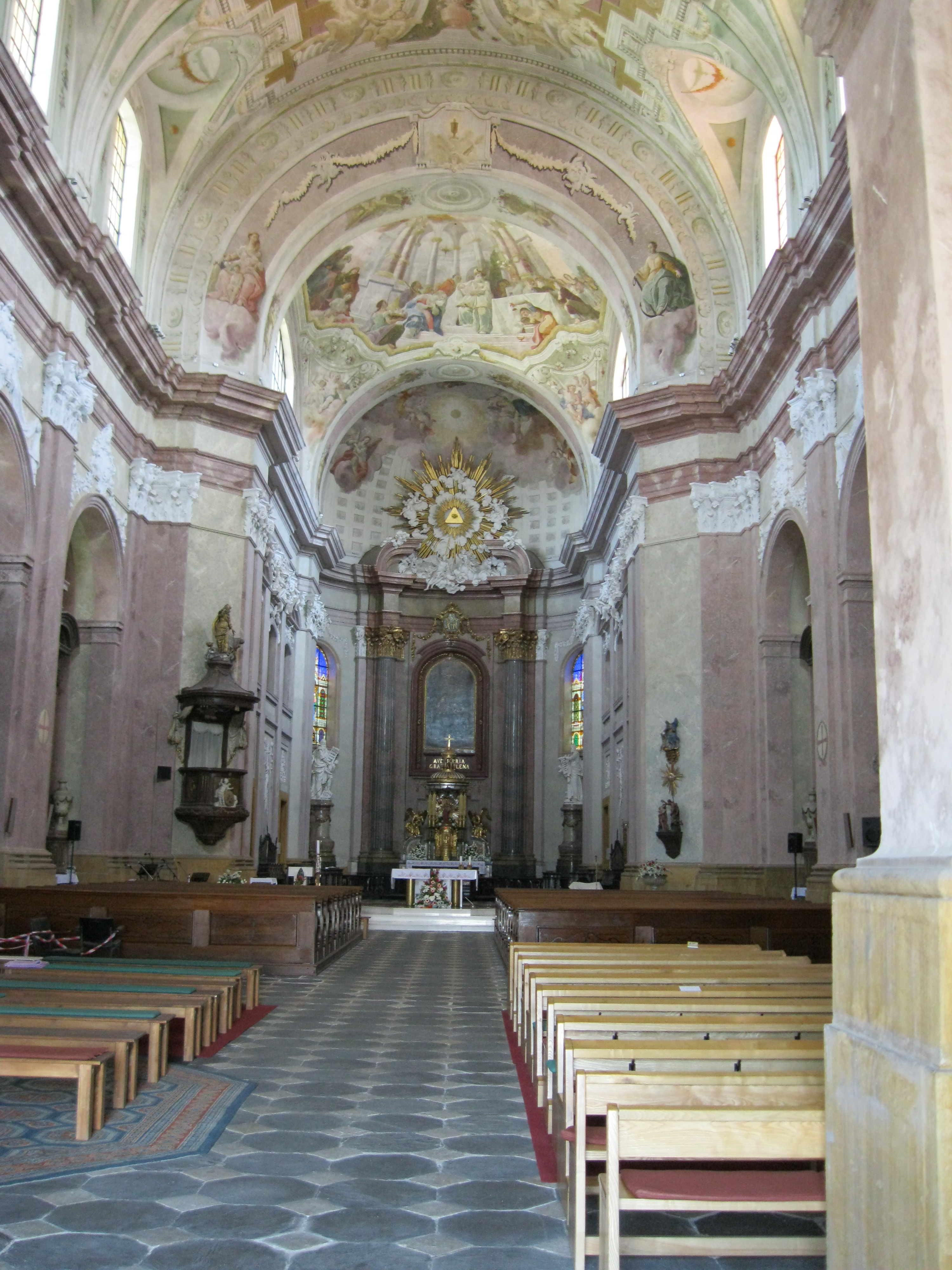
Interiér kostela

## Umělecká výzdoba
Kostel vyzdobili:
- sochař Jan Michael Scherhauf[3] – sochy na průčelí kostela, nástavec křtitelnice
- sochař Ondřej Schweigl[3] – hlavní oltář, boční oltáře, kazatelna
- sochař Jan Václav Prchal[3] – štuky v presbytáři, epitafy v kapli Panny Marie
- malíř František Antonín Šebesta-Sebastini[3] – fresky v interiéru
- malíř Martin Antonín Lublinský[3] – obraz na hlavním oltáři
- malíř Josef Winterhalder ml.[3] – obrazy sv. Augustina a sv. Jana Nepomuckého na bočních oltářích
- malíř Leopold Kupelweiser[3] – obrazy sv. Josefa a sv. Floriána na bočních oltářích